# 亨德里克·伯爾拉赫
亨德里克·伯爾拉赫（Hendrik Petrus Berlage，1856年2月21日—1934年8月12日）是荷兰建筑师，生于荷兰阿姆斯特丹。他是阿姆斯特丹学派的代表人物之一。亨德里克·伯爾拉赫于1934年8月12日在海牙去世。伯尔拉赫环形山以其名字命名。 